# ORO 3040囲碁チャンピオンシップ
ORO 3040囲碁チャンピオンシップ（ORO 3040いごチャンピオンシップ、ORO 3040바둑챔피언십）は韓国の囲碁の棋戦。30-40代の棋士により2020年に開催された。対局はサイバーOROのオンライン対局で行われた。
- 主催 オロ囲碁
- 協力 プロ棋士会、韓国棋院
- 優勝賞金 1500万ウォン

## 方式
- 参加棋士は、韓国棋院所属の30-40代（1971年から1990年生まれ）のプロ棋士。
- 予選を勝ち抜いた8名によるリーグ戦を行い。上位4名によるプレーオフで優勝者を決定する。プレーオフ1回戦は三番勝負、決勝戦は五番勝負。
- コミは6目半
- 持時間は、予選は各30分で40秒の秒読み3回、リーグ戦は各1時間で50秒の秒読み3回。

## 結果
リーグ戦（2020年9月2日-10月27日）
プレーオフ（11月2-27日）
- 1回戦 韓尚勲(1位) 2-0 趙惠連(4位)、尹燦熙(3位) - 2-0 金成進(2位)
- 3位決定戦 金成進 2-0 趙惠連
- 決勝戦 韓尚勲 3-2 尹燦熙